# Joseph-René Vilatte
Pour les articles homonymes, voir Villatte.
 (juillet 2017).
Si vous disposez d'ouvrages ou d'articles de référence ou si vous connaissez des sites web de qualité traitant du thème abordé ici, merci de compléter l'article en donnant les références utiles à sa vérifiabilité et en les liant à la section « Notes et références ».
Joseph-René Vilatte ou, plus simplement, René Vilatte, aussi connu sous le nom de Timothéus 1er, né le 24 janvier 1854 à Paris et mort le 1er juillet 1929 à Versailles (France), est un ecclésiastique franco-américain. Il a été tour à tour pasteur presbytérien, prêtre anglican, prêtre orthodoxe russe, métropolite syriaque orthodoxe ainsi qu'archevêque et primat catholique indépendant.
Vilatte a été membre des trois grandes confessions du christianisme : le catholicisme (romain et indépendant), le protestantisme (presbytérien, anglican et anglo-catholique) et l'orthodoxie (chalcédonienne et orientale). Il a fait partie de diverses Églises : l'Église catholique romaine, l'Église presbytérienne aux États-Unis d'Amérique, l'Église protestante épiscopalienne aux États-Unis d'Amérique, l'Église orthodoxe russe, l'Église syriaque orthodoxe ainsi qu'à la tête de l'Église vieille-catholique romaine d'Amérique et de l'Église catholique américaine (en). 
Il surtout connu pour son activité de fondateur de communautés ecclésiales (non reconnues par les Églises) et pour avoir ordonné évêque, sans autorisation, plusieurs personnes, aussi bien en France qu'en Amérique du Nord. Il fut aussi évêque de l'Église vieille-catholique.

## Biographie

### Premières années
Son enfance se déroula au sein de la province angevine où il fréquenta avec sa famille la Petite Église, une Église catholique dissidente née dans le refus du concordat signé en 1801 par Napoléon et le pape Pie VII. L’influence de cette fréquentation explique peut-être l’inclination naturelle qu’il eut par la suite pour une vie religieuse hors des sentiers battus.
En 1867, son père le plaça à l'orphelinat des Frères des écoles chrétiennes de Paris où il reçut le sacrement de confirmation en la cathédrale Notre-Dame de Paris des mains de Mgr Darboy, archevêque de Paris plus tard fusillé, lors des événements de la Commune de Paris, en 1871. Le jeune Vilatte accomplit ensuite son service militaire lors de la guerre franco-prussienne de 1870. Il s'embarqua pour le Canada où il fut instituteur à Gatineau au Québec dans une mission dirigée par le père Louis Reboul. 

### Entre catholicisme et protestantisme
En 1877, retourné en Europe, il devient novice chez les Frères des écoles chrétiennes à Namur, en Belgique, sous le nom de frère Magorien-Joseph. Il quitte après quelques mois. L'année suivante, il revient au Canada et devient étudiant au collège de Saint-Laurent. En 1880, il assiste à des conférences du pasteur Charles Chiniquy, ce qui l'amène à se convertir au protestantisme. Il intègre le Collège presbytérien de l'Université McGill pour suivre des études de théologie. 
En 1883, il quitte le Collège presbytérien pour se joindre comme novice chez les Clercs de Saint-Viateur à Bourbonnais, en Illinois, aux États-Unis. Cependant, Chiniquy le convainc d'abandonner le monastère. Il se joint alors au Collège presbytérien du Sauveur de St. Anne, en Illinois. En 1884, il est ordonné pasteur de l'Église presbytérienne aux États-Unis d'Amérique. 

### Entre anglicanisme anglo-catholique et catholicisme indépendant
L'année suivante, il se joint aux anglicans et fréquente le séminaire anglo-catholique Nashotah House (en) au Wisconsin. À la demande de Mgr John Henry Hobart Brown (en), évêque anglican de Fond-du-Lac, Vilatte est ordonné prêtre par Mgr Eduard Herzorg (en), évêque de l'Église catholique-chrétienne de Suisse à Berne, le 7 juin 1885.

### Entre orthodoxie et catholicisme indépendant
Joseph-René Vilatte est élevé à l’épiscopat le 25 mai 1892 en la cathédrale Notre-Dame de la Bonne Mort de Colombo (Ceylan) par Mar Julius I (Antonio Francisco Xavier Alvares (en)), sous l’autorité d’une bulle de Mar Ignatius Pierre III (127e patriarche de la Succession Jacobite d’Antioche) datée du 29 décembre 1891. Il fut ainsi consacré au 130e rang de la Succession Jacobite d’Antioche selon Evode.

### Fin de vie
Il est inhumé au cimetière des Gonards de Versailles.